# Crossoglossa pichinchae
Crossoglossa pichinchae är en orkidéart som först beskrevs av Rudolf Schlechter, och fick sitt nu gällande namn av Dodson. Crossoglossa pichinchae ingår i släktet Crossoglossa, och familjen orkidéer.
Artens utbredningsområde är Ecuador. Inga underarter finns listade i Catalogue of Life.